# إيغون أدلر
إيغون أدلر (بالإنجليزية: Brett Aitken) مواليد 25 يناير 1971 في أديليد، هو دراج أسترالي سابق. سبق أن شارك في دورة الألعاب الأولمبية الصيفية وفاز بميدالية أولمبية.

## الميداليات
| الميدالية | المسابقة                       |
| --------- | ------------------------------ |
| ذهبية     | الألعاب الأولمبية الصيفية 2000 |
| برونزية   | الألعاب الأولمبية الصيفية 1996 |
| فضية      | الألعاب الأولمبية الصيفية 1992 |
| ذهبية     | دورة ألعاب الكومنولث 1994      |
| فضية      | دورة ألعاب الكومنولث 1990      |

## روابط خارجية
- إيغون أدلر على موقع الاتحاد الدولي للدراجات (الإنجليزية)
- إيغون أدلر على موقع أرشيف الدراجات (الإنجليزية)
- إيغون أدلر على موقع إحصائيات الدراجات الإحترافية (الإنجليزية)
- إيغون أدلر على موقع اللجنة الأولمبية الدولية (الإنجليزية)
- إيغون أدلر على موقع أوليمبيديا (الإنجليزية)
- إيغون أدلر على موقع اللجنة الأولمبية الأسترالية (الإنجليزية)
- إيغون أدلر على موقع اتحاد ألعاب الكومنولث (مؤرشف) (الإنجليزية)